# Observatoire du Mont Wilson
Pour les articles homonymes, voir Mont Wilson et Wilson.
L'observatoire du mont Wilson (Mount Wilson Observatory, MWO) est un observatoire astronomique situé dans le comté de Los Angeles, en Californie. Il se trouve au sommet du mont Wilson, à 1 742 mètres d'altitude, dans la chaîne des monts San Gabriel près de Pasadena, au nord-est de Los Angeles.
Les faibles turbulences atmosphériques et la qualité de l'air au sommet du mont Wilson en font tout naturellement l'un des meilleurs sites pour l'observation astronomique d'Amérique du Nord, et en particulier pour l'interférométrie. La croissance de l'agglomération de Los Angeles a cependant réduit les possibilités pour l'observatoire de scruter les objets du ciel profond, mais le site demeure tout de même un lieu important pour la recherche scientifique. Historiquement, un très grand nombre de découvertes astronomiques de la première moitié du XXe siècle ont été réalisées à l'observatoire du Mont Wilson, parmi lesquelles l'expansion de l'Univers.

## Histoire
L'observatoire solaire du mont Wilson a été fondé en 1904 par George Ellery Hale, sous le patronage de la fondation Carnegie Institution of Washington, elle-même fondée deux ans auparavant. Quinze ans plus tôt, en 1889, l'observatoire de Harvard par l'intermédiaire de William Henry Pickering avait lui aussi construit un observatoire au sommet du mont Wilson, mais le très rude hiver 1889-1890 rendit les conditions de vie des astronomes très difficiles, et le site fut déserté après seulement 18 mois.

## Instruments

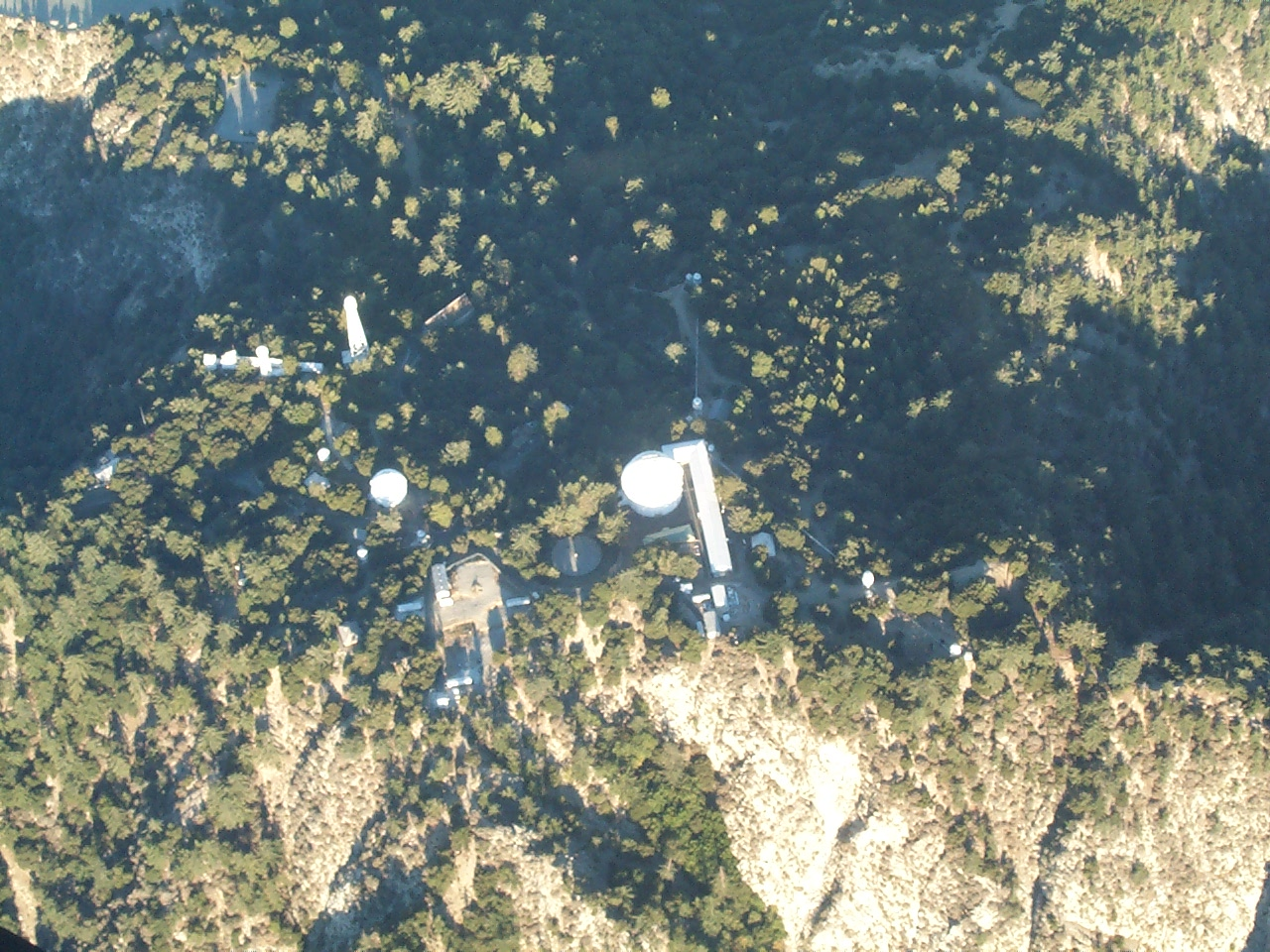
Une vue satellite du sommet du Mont Wilson, où se distinguent les bâtiments de l'observatoire.

### Le télescope Hale de 1,5 mètre
George Ellery Hale reçut le miroir de 1,5 mètre (60 inch) en 1896, en cadeau de la part de son père, William Hale. Ce miroir, fabriqué en France par Saint-Gobain, mesure 191 mm d'épaisseur et pèse 860 kg. Hale n'ayant reçu les fonds nécessaires à l'établissement de l'observatoire qu'en 1904, l'assemblage du télescope commença en 1905 et dura deux ans. La monture et la structure du télescope furent construites à San Francisco, et eurent la chance de résister au tremblement de terre de 1906. Le télescope fut mis en service pour la première fois le 8 décembre 1908, il s'agissait à l'époque du plus grand télescope en service au monde.
Le télescope Hale devint rapidement l'un des instruments astronomiques les plus prolifiques et couronnés de succès dans l'histoire de l'astronomie du XXe siècle. Il permit de faire des avancées importantes dans les domaines de la spectrométrie, les mesures de parallaxe et photographies de nébuleuses. Bien que surpassé en taille par le télescope Hooker neuf ans après sa mise en service, le télescope Hale resta pendant plusieurs décennies l'un des plus grands télescopes opérationnels.
En 1992 il fut équipé d'un système d'optique adaptative (Atmospheric Compensation Experiment, ACE). Ce système améliora considérablement le pouvoir de résolution de l'instrument en passant de 0,5-1 seconde d'arc à 0,07 seconde d'arc.
Actuellement, le télescope Hale n'est plus utilisé pour la recherche scientifique. Il est mis au service du public, les instruments placés à son foyer ayant été remplacés par des oculaires. Il s'agit probablement du plus grand télescope librement accessible au grand public à travers le monde.
Le George Hale Solar Telescope fait partie des National Historic Landmarks. Un autre télescope, situé au Mont Palomar (et mesurant plus de 5 mètres de diamètre), porte le nom de Hale Telescope.

### Le télescope Hooker de 2,5 mètres
Aussitôt après la mise en service du premier télescope, Hale se décida à créer un instrument encore plus grand. Les fonds provenaient, en plus de la fondation Carnegie, de John D. Hooker, d'où le nom du télescope. Une nouvelle fois le miroir fut produit par Saint-Gobain, entre 1906 et 1908, et après quelques déboires pendant la phase de construction, le télescope, d'un diamètre de 2,5 mètres, fut finalement mis en service le 1er novembre 1917.
Le mécanisme relativement complexe de l'instrument incluait un flotteur à mercure qui permettait de fluidifier les mouvements de l'appareil. En 1919 le télescope Hooker fut équipé d'un nouvel instrument, un interféromètre optique développé par le prix Nobel de physique Albert Abraham Michelson. C'était la première fois qu'un tel instrument était utilisé en astronomie, et il permit à Michelson de mesurer plus précisément les dimensions et la distance de certaines étoiles, comme Bételgeuse. Henry Norris Russell développa son système de classification des étoiles sur la base des observations menées à l'aide du Hooker.
Edwin Hubble, lui aussi, utilisa les observations faites sur le Hooker pour parvenir à la conclusion qu'une partie des nébuleuses observées jusque-là étaient en réalité des galaxies situées bien au-delà de notre propre Voie lactée. Il mit par la suite en évidence le phénomène de fuite apparente des galaxies, en réalité dû à l'expansion de l'Univers. La loi mathématique décrivant l'expansion de l'univers est appelée Loi de Hubble-Lemaître.
Le télescope Hooker resta pendant très longtemps le plus grand télescope du monde, jusqu'à ce que le télescope Hale de 5 mètres du mont Palomar fut achevé en 1949.
Ce télescope fut mis à la retraite en 1986, puis remis en état après avoir été équipé d'optique adaptative en 1992. Son pouvoir de résolution est désormais de 0,05 seconde d'arc.

### Télescopes solaires
Le site possède trois télescopes solaires, dont deux sont encore utilisés par les scientifiques. La construction de la tour solaire de 18 mètres fut achevée en 1908, et celle de la tour de 46 mètres en 1912. Le télescope solaire Snow, déplacé depuis le site de l'observatoire Yerkes en 1904 est désormais utilisé uniquement pour des démonstrations éducatives.

### Interféromètres
Les très faibles turbulences dans l'air au-dessus du Mont Wilson en font un lieu privilégié pour l'utilisation de l'interférométrie. Michelson réalisa les premières mesures directes de diamètre apparent d'étoiles (autres que le Soleil) sur le Hooker en 1919.
L'Interféromètre spatial infrarouge (en) (Infrared Spatial Interferometer, ISI) est un ensemble de trois télescopes de 1,7 mètre de diamètre et travaillant dans le proche infrarouge. La distance maximale entre les différents télescopes est de 70 mètres. Cet instrument est contrôlé par l'université de Californie. La ligne de base maximale (70 m) permet d'atteindre une résolution de 0,003 seconde d'arc à 11 micromètres.
Le Center for High Angular Resolution Astronomy (CHARA) est un interféromètre composé de six télescopes de 1 mètre chacun et placés sur trois axes différents pouvant atteindre une séparation maximale de 330 mètres. Cet instrument est dirigé par l'université de Géorgie, et est entré en fonction en 2002. Dans l'infrarouge, la résolution angulaire maximale obtenue est de 0,0005 seconde d'arc.

## Découvertes
Cette chronologie non exhaustive liste quelques-unes des découvertes les plus marquantes réalisées à l'observatoire du Mont Wilson :
- 13 décembre 1920 : première mesure du diamètre apparent d'une étoile (α Orionis/Bételgeuse), par Francis Pease et Albert Abraham Michelson par interférométrie à l'aide du télescope Hooker ;
- 5 octobre 1923 : Edwin Hubble découvre une variable céphéide dans la galaxie d'Andromède ;
- 1927 : Francis Pease découvre la première nébuleuse planétaire dans l'amas globulaire M15 ;
- 15 mars 1929 : aidé d'observations réalisées à l'observatoire, Hubble publie la loi reliant la distance des galaxies à leur vitesse de récession, confirmant ainsi la thèse de l'expansion de l'Univers ;
- À partir de 1936, Walter Baade effectue des analyses spectroscopiques des supernovae découvertes par Fritz Zwicky à l'Observatoire du Mont Palomar.
- 6 juin 1938 : Seth Barnes Nicholson découvre la dixième lune de Jupiter (Lysithéa) (il découvrira en tout quatre des satellites de Jupiter, dont trois au Mont Wilson : outre Lysithea, Carmé en 1938 puis Ananké en 1951) ;
- 18 juin 1941 : Walter Baade découvre le rémanent de supernova de SN 1604, la supernova de Kepler ;
- 1943 : Walter Baade résout en étoiles la région centrale de la galaxie d'Andromède (M31), profitant du couvre-feu sur Los Angeles ;
- 2003 : Le télescope Hooker révèle une tache sur l'astéroïde (3) Junon, signe d'un possible cratère d'impact ;
- 2006 : L'interféromètre CHARA met en évidence un disque de poussières interne à α Lyrae/Vega ;
- 2007 : L'interféromètre CHARA met en évidence par imagerie directe l'aplatissement de l'étoile α Aquilae (Altaïr) dû à sa rotation rapide.

## Photos

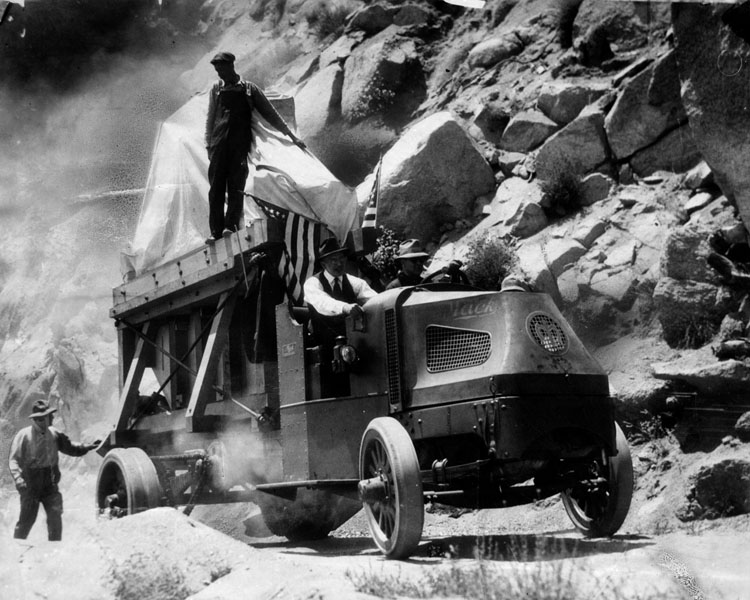
Transport par camion du miroir de 2,5 m de diamètre en 1917
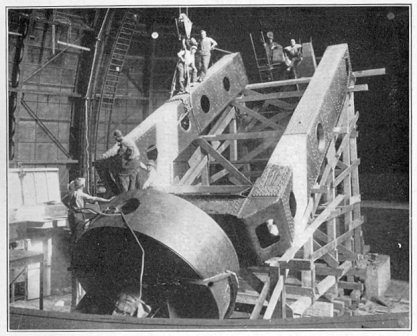
Vue du montage de l'axe polaire du télescope Hooker